# Eremedaille van de Amsterdamse Vrijwillige Burgerwacht

Eremedaille voor Mevr. E.B. Gertsema Beckeringh-Daumiller

De Eremedaille van de Amsterdamse Vrijwillige Burgerwacht is een Nederlandse particuliere onderscheiding. De medaille werd in 1918 door de leiding van de Amsterdamse Vrijwillige Burgerwacht ingesteld. Er waren medailles in drie graden; Goud, zilver en brons.
De onderscheiding was gedacht voor personen "die zich hebben onderscheiden door het verlenen van krachtige steun en medewerking aan de Amsterdamse Vrijwillige Burgerwacht".
In 1923 werd het Kruis voor oud-gedemobiliseerden 1914-1918 van de Amsterdamse Vrijwillige Burgerwacht ingesteld voor de oud-gedemobiliseerden zèlf. Een groot aantal leden van deze paramilitaire organisatie uit de hoofdstad was tijdens de Eerste Wereldoorlog tussen 4 augustus 1914 en 11 november 1918, de dag van de wapenstilstand tussen de Westelijke geallieerden en Duitsland, gemobiliseerd. Andere onderscheidingen voor de gemobiliseerden (het Mobilisatiekruis, en diegenen die hen ondersteunden werden pas in 1923 ingesteld. Voor dat in 1924 ingestelde Witte Mobilisatiekruis 1914-1918 kwamen ook de dragers van deze Eremedaille in aanmerking.

## De medaille
De Eremedaille van de Amsterdamse Vrijwillige Burgerwacht is een ronde medaille met een diameter van iets meer dan vier centimeter. Men draagt de medaille aan een 37 millimeter breed rood, zwart en rood lint, dat zijn de kleuren van Amsterdam, op de linkerborst. De voorzijde van de medailles vertoont het met een stedenkroon gekroonde wapen van Amsterdam met het omschrift "VRIJWILLIGE BURGERWACHT 1918". Het gebruik van de stedenkroon is opvallend, het Amsterdamse wapen wordt immers gedekt door de keizerskroon.
De keerzijde van de medailles draagt de opdracht "IN DANKBARE HERINNERING AANGEBODEN AAN ....... VOOR KRACHTIGEN STEUN EN GROOTE MEDEWERKING VERLEEND AAN DE AMSTERDAMSCHE BURGERWACHT" binnen een krans van eiken- en oranjeloof Op de opengelaten plaats kon de naam van de decorandus worden gegraveerd.
De "Gouden Eremedaille van de Amsterdamse Vrijwillige Burgerwacht" was in werkelijkheid van verguld zilver. De meeste "gouden onderscheidingen" zijn in Nederland van verguld metaal.

## De onderscheidingen van de Amsterdamse Vrijwillige Burgerwacht
Amsterdam heeft zijn vrijwillige burgerwachten vak onderscheiden. De hoofdstad was politiek onrustig en de burgerwacht ondersteunde het stadsbestuur,
Er waren, behalve de kruisen en medailles van de in 1907 opgeheven Schutterij, de volgende decoraties beschikbaar:
- Het Kruis voor oud-gedemobiliseerden 1914-1918 van de Amsterdamse Vrijwillige Burgerwacht 1923
- De Broederschapsorde der Vrijwillige Burgerwachten 1930
- De Draagpenning 24-uurs afstandritten der Amsterdamsche Vrijwillige Burgerwacht 1932
- Het Herinneringskruis 1938 van de Amsterdamse Vrijwillige Burgerwacht 1938

De Nederlandse Bond van Vrijwillige Burgerwachten waarvan ook Amsterdam lange tijd deel uitmaakte had eigen onderscheidingen zoals de Medaille voor Bijzondere Toewijding van de Nederlandse Bond van Vrijwillige Burgerwachten en het Kruis voor Koningschutter van de Nederlandse Bond van Vrijwillige Burgerwachten waarvoor de Amsterdammers ook in aanmerking kwamen.